# Chaptelat
Chaptelat este o comună în departamentul Haute-Vienne din centrul Franței. În 2009 avea o populație de 1.730 de locuitori.

## Evoluția populației
| An        | 1975 | 1982 | 1990  | 1999  | 2006  | 2009  |
| --------- | ---- | ---- | ----- | ----- | ----- | ----- |
| Populație | 612  | 943  | 1.288 | 1.465 | 1.558 | 1.730 |

## Personalități născute aici
- Éloi de Noyon (numit și Sfântul Eligius, 588 - 660), episcop, om de stat.